# Sauméjan
Sauméjan település Franciaországban, Lot-et-Garonne megyében. Lakosainak száma 87 fő (2022. január 1.). Sauméjan Pindères, Allons, Houeillès és Pompogne községekkel határos.

## Népesség
A település népessége az elmúlt években az alábbi módon változott:
| Lakosok száma | 58   | 52   | 68   | 76   | 80   | 95   | 107  | 106  | 100  | 87   |
|               | 1968 | 1982 | 1990 | 2006 | 2013 | 2015 | 2017 | 2019 | 2020 | 2022 |